# Thomas Léonard
Thomas Leonard, né le 28 août 1981 à Metz, est un arbitre français de football, de Fédéral 1, affilié au club du CS Veymerange. Dans la vie de tous les jours, il est aussi Chargé d'Affaires Radioprotection après des études en cours physique nucléaire à Thionville.  
Alors qu'il officie habituellement en National, il fut appelé pour arbitrer un match de D1, le 5 mars 2011 entre Montpellier et Rennes pour remplacer des arbitres récalcitrants.

## Statistiques[7]
| Catégorie         | Nombres de matchs |
| Ligue 1           | 119               |
| Ligue 2           | 115               |
| National          | 65                |
| Coupe de France   | 30                |
| Coupe de la Ligue | 8                 |
| Liga Portugal     | 1                 |
| BGL Ligue         | 1                 |
| ----------------- | ----------------- |